# Dag Gundersen
Dag Bjørnar Gundersen, född 15 januari 1928 i Ringsaker, död 2 februari 2016, var en norsk språkvetare och lexikograf.
Gundersen blev cand. philol. 1953. Han arbetade som ordboksredaktör vid Det norske litterære ordboksverk 1958–1961 samt 1962–1972. Därefter var han verksam vid Oslo universitet, först från 1972 till 1984 som docent och sedan från 1985 till 1997 som professor vid institutionen för nordiska språk och litteraturvetenskap, avdelning för lexikografi.
Gundersen verkade även som språkkonsult i bokmål för NRK samt publicerade flera ordböcker och läroböcker.